# Festival de télévision de Monte-Carlo 2008
Le Festival de télévision de Monte-Carlo 2008, 48e édition du festival, s'est déroulé du 8 juin au 12 juin 2008.

## Palmarès

### Nymphes d'or

#### Séries comiques
| Catégorie                         | Titre                    | Pays        | Récipiendaire    |
| --------------------------------- | ------------------------ | ----------- | ---------------- |
| Meilleur producteur international | Hay que vivir            | Espagne     |                  |
| Meilleur producteur européen      | Fais pas ci, fais pas ça | France      |                  |
| Meilleur acteur                   | The IT Crowd             | Royaume-Uni | Richard Ayoade   |
| Meilleure actrice                 | Fais pas ci, fais pas ça | France      | Isabelle Gelinas |

#### Séries dramatiques
| Catégorie                         | Titre        | Pays    | Récipiendaire        |
| --------------------------------- | ------------ | ------- | -------------------- |
| Meilleur producteur international | Capadocia    | Mexique |                      |
| Meilleur producteur européen      | Desaparecida | Espagne |                      |
| Meilleur acteur                   | Les Tudors   | Irlande | Jonathan Rhys Meyers |
| Meilleure actrice                 | Desaparecida | Espagne | Esther Ortega        |

#### Téléfilms
| Catégorie            | Titre                                                       | Pays            | Récipiendaire             |
| -------------------- | ----------------------------------------------------------- | --------------- | ------------------------- |
| Meilleur téléfilm    | The Mark of Cain                                            | Royaume-Uni     |                           |
| Meilleur réalisateur | Guten Morgen, Herr Grothe Wait for the Birth of the Husband | Allemagne Chine | Beate Langmaack Hua Zheng |
| Meilleur acteur      | Le Septième Juré                                            | France          | Jean-Pierre Darroussin    |
| Meilleure actrice    | Affinity                                                    | Royaume-Uni     | Anna Madeley              |

#### Mini-séries
| Catégorie           | Titre      | Pays       | Récipiendaire         |
| ------------------- | ---------- | ---------- | --------------------- |
| Meilleure minisérie | John Adams | États-Unis |                       |
| Meilleur acteur     | John Adams | États-Unis | Paul Giamatti         |
| Meilleure actrice   | Contergan  | Allemagne  | Katharina Wackernagel |

#### Actualités
| Catégorie                              | Titre                                 | Pays               |
| -------------------------------------- | ------------------------------------- | ------------------ |
| Meilleur reportage d'actualités        | Taxi to the Dark Side The Bath House  | Allemagne Portugal |
| Meilleur reportage du journal télévisé | CBC News - The National: Gaza Rockets | Canada             |
| Meilleur programme d'actualités 24h/24 | Al Jazeera English News - 15h00       | Qatar              |

#### Nymphe d'honneur
Dick Wolf

### Prix de l’audience télévisuelle internationale[1]
Ce prix représente le palmarès du nombre de téléspectateurs de l'année 2007.
| Catégorie        | Titre                   | Pays       | Audience |
| ---------------- | ----------------------- | ---------- | -------- |
| Série dramatique | Les Experts             | États-Unis | ?        |
| Série comique    | Desperate Housewives    | États-Unis | ?        |
| Soap             | Amour, Gloire et Beauté | États-Unis | ?        |

### Prix spéciaux
| Catégorie                                         | Titre                                         | Pays      |
| ------------------------------------------------- | --------------------------------------------- | --------- |
| Prix spécial du prince Rainier III                | Climatic Change II                            | Espagne   |
| Prix AMADE-UNESCO                                 | Trafficked Childhood                          | Portugal  |
| Prix SIGNIS                                       | Manhunt                                       | France    |
| Prix du Comité international de la Croix Rouge    | Aftermath – The Balkans of Predrag Matvejevic | Italie    |
| Prix de la Croix-Rouge Monégasque                 | Manhunt                                       | France    |
| Grand prix international du documentaire d’auteur | Memory Books                                  | Allemagne |